# آپولو کروز
سسوغ اوها (انگلیسی: Sesugh Uhaa؛ زادهٔ ۲۲ اوت ۱۹۸۷) کشتی‌گیر کشتی حرفه‌ای اهل ایالات متحده آمریکا است. در حال حاضر او در شوی اسمکدان کمپانی دبلیو دبلیو ای با نام رینگی آپولو کروز کشتی می‌گیرد.